# Chemin de fer de Castres à Brassac
La ligne de Castres à Brassac est une ancienne ligne de chemin de fer secondaire du groupe sud des Chemins de fer départementaux du Tarn.

## Histoire
La ligne est mise en service le 4 avril 1906 entre Castres et Brassac (nouvelle section Vabre Le Bouissas - Brassac, la section Castres - Vabre Le Bouissas est commune avec la ligne Castres - Vabre).